# グランビーレ (コルベット)
グランビーレ（スペイン語：ARA Granville, P-33）は、アルゼンチン海軍が購入したデスティエンヌ・ドルヴ級通報艦の1隻。ドゥルモン級コルベット3番艦。艦名はギレルモ・エンリケ・グランビーレ中佐（es:Guillermo Enrique Granville）に由来する。

## 艦歴
「グランビーレ」は、DCNロリアン工廠で建造され1980年6月28日に起工、1981年6月22日に進水、1981年7月30日にアルゼンチン海軍に編入される。
アルゼンチン海軍に編入の後、プエルト・ベルグラーノ海軍基地の水上艦隊司令部第1コルベット戦隊に配属されて「P-3」の艦番号が割り当てられ、1982年11月5日に運用が開始された。その後エスポラ級コルベットの導入に伴い、1985年に艦番号が「P-33」に変更された。
第1コルベット戦隊に編入以来、様々な演習に参加している。代表的なものでウニタス演習（UNITAS）、グリンゴ＝ガウチョ演習（Gringo-Gaucho）、アトラソル演習（Atlasur）、パセックス演習（Passex）、ゴス演習（Gosth）、フラテルノ演習（Fraterno）がある。

### フォークランド紛争
1982年3月、マルビナス諸島奪還のため、グアルテル・O・アリャラ海軍少将（Gualter O. Allara）を長とする第40任務部隊（FT.40）が編成され、ポート・スタンリーとサン・フェリペの占領と駐屯するイギリス海兵隊の制圧の任務が与えられた。
第40任務部隊は4つに分割されて攻撃行動に移った。「グランビーレ」は任務部隊司令官直属の第40.3揚陸任務群に属し「D-2 サンティシマ・トリニダー」、「P-1 ドゥルモン」と共に行動した。占領作戦終了後は4月16日から6月14日にかけてアルゼンチン領海内の哨戒活動を実施していた。

### タロス1作戦
1993年にハイチにおける民主主義回復を目的としたタロス1作戦（TALOS I）参加する事となり、同年10月3日にプエルト・ベルグラーノを出港した。作戦は長期間におよび翌1994年5月4日に帰港した。この際1994年4月16日から14日までフォルタレザに、4月21日から24日まではリオデジャネイロ市に寄港していた。

### 所属部隊の変更
2000年に所属部隊が大西洋海軍管区の海洋哨戒戦隊に変更され、マル・デル・プラタ海軍基地に配置換えとなった。これにより従来の水陸両用戦部隊や潜水艦部隊および海軍航空隊に対する訓練支援以外に、排他的経済水域における広域警備が大きな任務として求められ、違法漁業の摘発などに従事している。
2009年時点においては海洋哨戒戦隊に属しマル・デル・プラタ海軍基地に母港を置く。